# Bahía de Elliott
La bahía de Elliott (en inglés, Elliott Bay) es una parte de la zona central de Puget Sound en Cascadia. Está en el estado estadounidense de Washington, extendiéndose hacia el sureste entre West Point, en el norte, y punta Alki en el sur. La ciudad de Seattle se fundó en la ribera de esta bahía en la década de 1850 y desde entonces ha crecido hasta abarcarlo por completo. La vía navegable que proporciona al océano Pacífico ha servido como un elemento clave de la economía de la ciudad, permitiendo que el puerto de Seattle se convierta en uno de los puertos más activos de los Estados Unidos.

## Historia

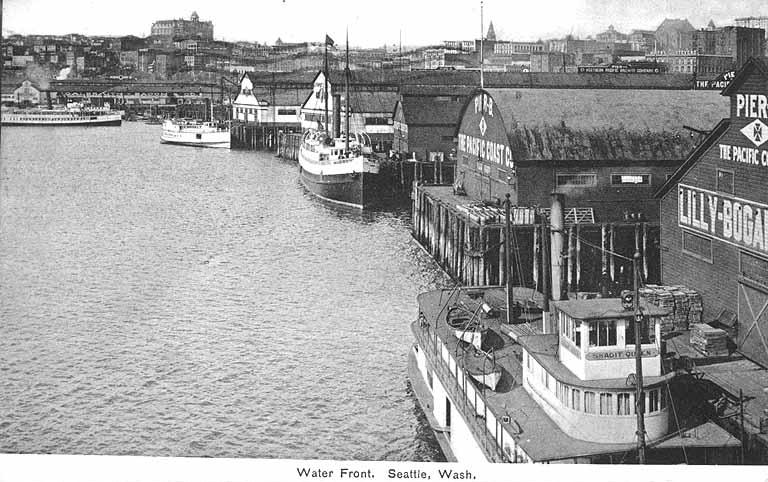
La bahía Elliott y la costa de Seattle, mirando hacia el norte desde el muelle de Pacific Coast Co., c. 1907

El pueblo duwamish vivió en las cercanías de la bahía de Elliott y el río Duwamish durante miles de años y había establecido al menos 17 asentamientos para cuando llegaron los colonos blancos en la década de 1850. Entre los primeros asentamientos blancos se encontraba el Denny Party en Nueva York Alki, que se encuentra en el actual vecindario de Alki en el oeste de Seattle, sin embargo, después de un duro invierno, se desplazaron a través de Elliott Bay cerca de la actual Pioneer Square, que se convirtió en Seattle. Con los años, la ciudad se expandió para cubrir toda la costa en la bahía de Elliott y la codificó como una de sus calles (una vía navegable). 
La bahía fue nombrada durante la expedición de Wilkes en 1841, después de un homónimo incierto. Los candidatos incluyen miembros de la expedición: el capellán del barco Jared Elliott, el chico del barco George Elliott y el guardiamarina Samuel Elliott. El último ha sido considerado el homónimo más probable. El comodoro Jesse Elliott también se ha propuesto como una posible fuente del nombre. La bahía se conoció como bahía Duwamish y puerto de Seattle, especialmente antes de que la Junta de Nombres Geográficos de los Estados Unidos decidiera oficialmente el nombre de «Bahía Elliott» en 1895.
Una leyenda local dice que la flota de mosquitos de Puget Sound, que alcanzó su punto máximo a principios del siglo XX, fue llamada así por un hombre de Seattle que miró hacia bahía Elliott y comentó que la actividad se parecía a la de los mosquitos. Dos hundimientos notables relacionados con la flota de mosquitos ocurrieron en la bahía: el del Dix en 1906, que llevaba consigo decenas de vidas, y el del  Multnomah en 1911. Finalmente, estos servicios comerciales de pasajeros se desvanecieron a medida que los automóviles y los transbordadores aumentaron en popularidad.
El último modelo restante del Boeing 307 se estrelló en Bahía Elliott en 2002 durante un vuelo de prueba final de Boeing Field a Everett. La nave, llamada Flying Cloud, había sido objeto de un proyecto de restauración de ocho años destinado a prepararla para su exhibición en el Museo Nacional del Aire y el Espacio. A pesar del incidente, el avión fue nuevamente restaurado, voló al Smithsonian y se exhibió.

## Características

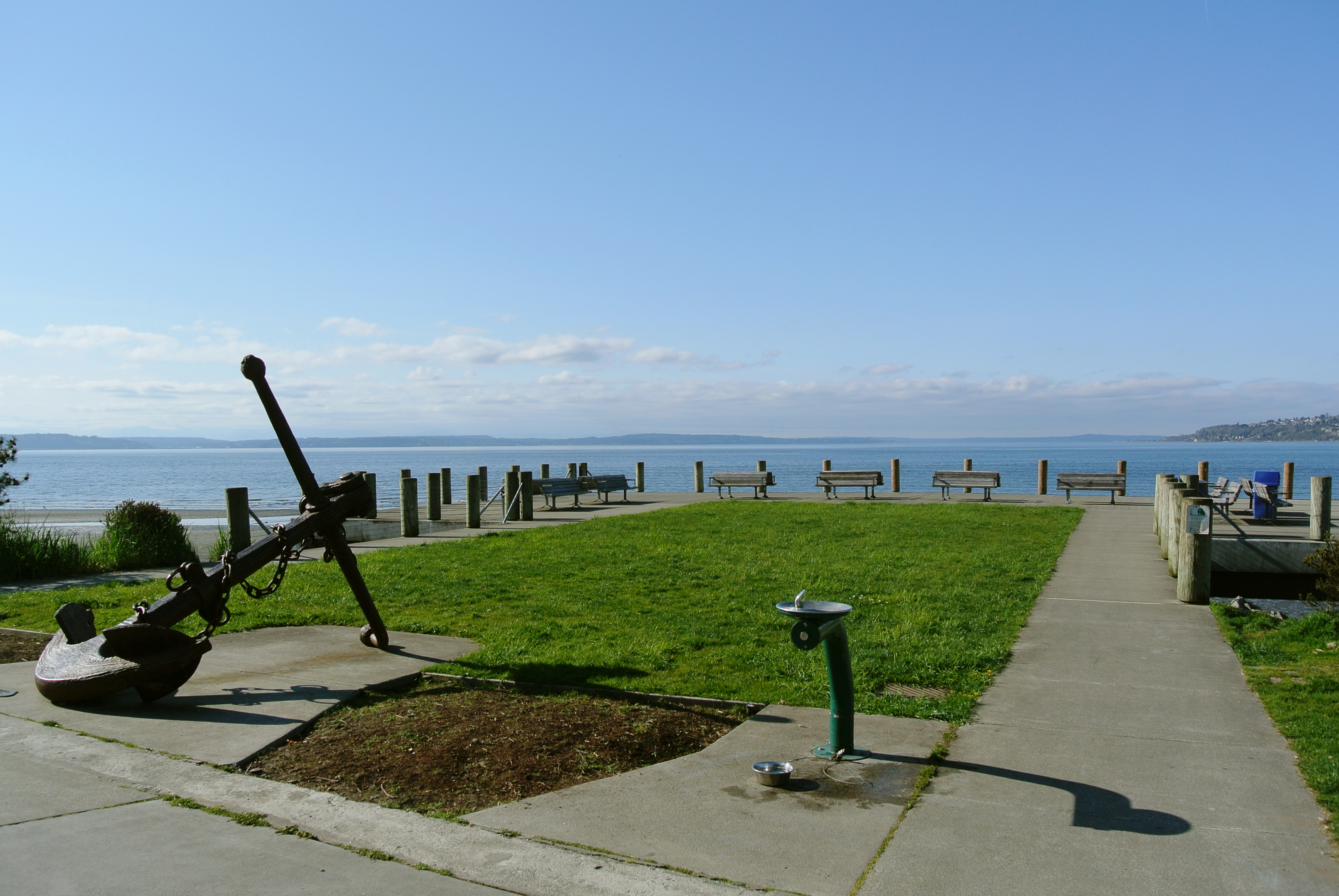
Duwamish Head, West Seattle

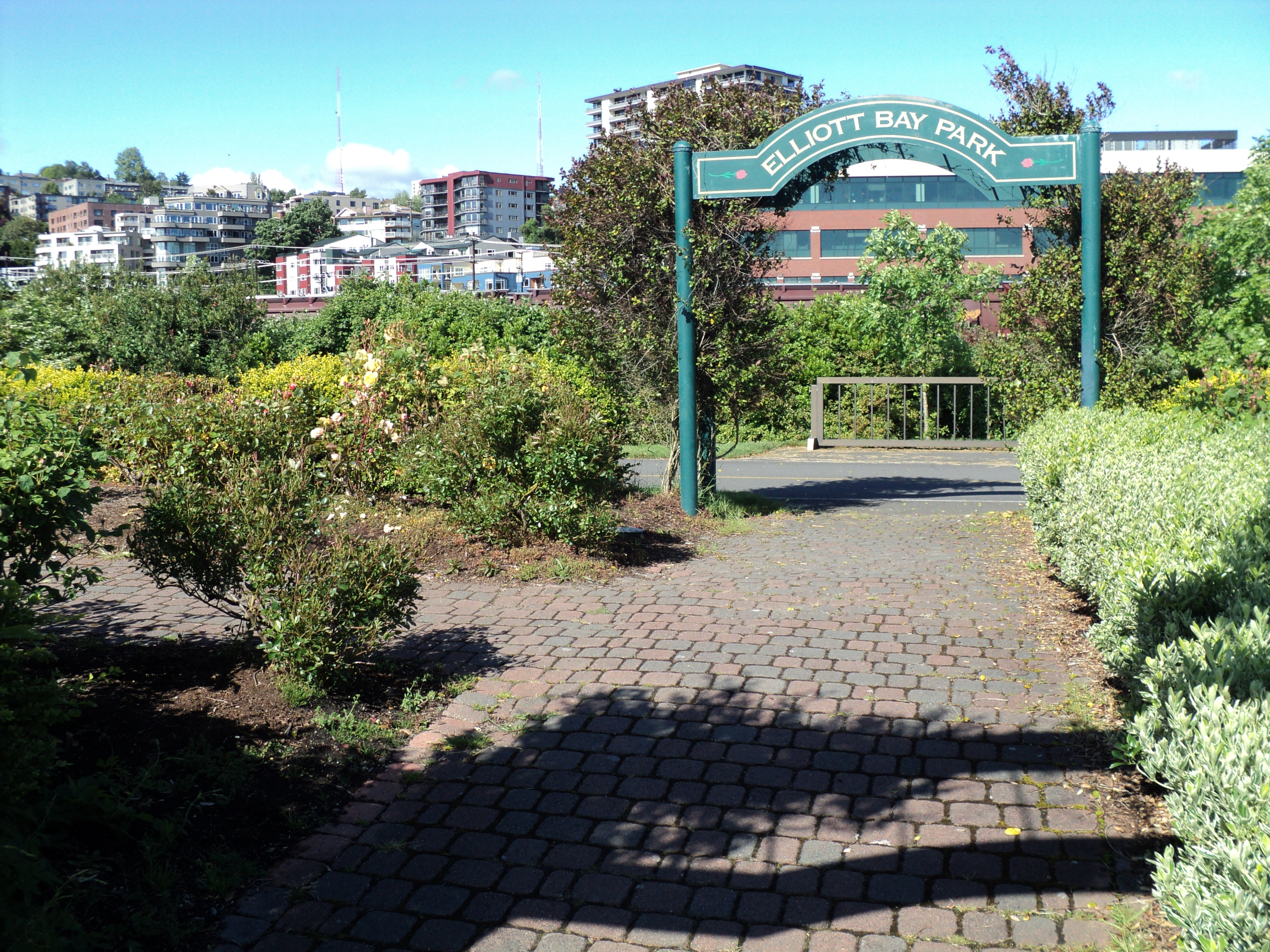
Parque de la bahía Elliott a lo largo de la costa, en el centro de Seattle

West Point y Punta Alki son las cabeceras en Puget Sound reconocidas como las entradas norte y sur de la bahía Elliott, respectivamente. Una línea trazada entre esos dos puntos delimita la bahía hacia el este, con el Puget Sound abierto al oeste. Más precisamente, la bahía se ha definido como el este desde una línea trazada desde Duwamish Head hacia el norte hasta Magnolia Bluff. El río Duwamish desemboca en la parte sureste de la bahía. Esta área fue ampliamente modificada por el desarrollo humano en el siglo XX para canalizar el río y llenar las marismas para crear Harbour Island, que alguna vez fue la isla artificial más grande del mundo. Al oeste del delta del río, la tierra se adentra hacia el norte en la bahía de Duwamish Head. Hacia el este, en dirección norte y noroeste, se encuentra el corazón de Seattle, el malecón de Alaska Way, el Waterfront Central y Smith Cove.
El puerto de Seattle, en aguas de la bahía de Elliot fue en 2002 el noveno puerto más concurrido de los Estados Unidos por TEU de tráfico de contenedores y el 46.° más ocupado del mundo. El negocio de los cruceros, que sirve a los cruceros de Alaska, se hizo cada vez más importante en la década de 2000. La bahía también alberga a Colman Dock, la principal terminal de Seattle del sistema de transbordadores del estado, la más grande del país. Los viajes salen regularmente de Seattle a Bainbridge Island y Bremerton. La ruta Seattle–Winslow (isla Bainbridge) es la más utilizada en el sistema estatal de transbordadores en términos de número de vehículos y pasajeros transportados. El King County Water Taxi, un ferry de pasajeros, cruza la bahía y conecta el centro de Seattle con West Seattle (Seacrest Dock) y la isla Vashon.
En la bahía hay también dos puertos deportivos. El mayor es el Elliott Bay Marina, de propiedad privada, en los vecindarios Magnolia/Interbay en Smith Cove, con 1200 amarres. El puerto deportivo de Bell Harbour, operado por el puerto de Seattle, se encuentra en la costa central a lo largo de Belltown. Hasta 70 buques pueden amarrarse allí.
Numerosos muelles se extienden hacia la bahía, especialmente a lo largo de la costa central de Seattle. Los muelles 57 y 59 albergan destinos turísticos, como la Noria y el Acuario de Seattle. En el muelle 67 está el hotel Edgewater. Pier 86 es una importante terminal de envío de granos operada por el Grupo Louis-Dreyfus. El grano se transporta a los buques de carga atracados al pasar sobre Elliott Bay Trail y un estrecho parque costero, que también cuenta con un muelle público de pesca cerca de Smith Cove. En la cala se encuentra la Terminal 91, que ha cumplido una variedad de propósitos a lo largo de los años, incluido el almacenamiento de automóviles y peces importados, y más recientemente se convirtió en un muelle para los cruceros de Alaska. Al sur, en Seacrest Park, en el oeste de Seattle, hay otro muelle público de pesca y un sitio de buceo.
Como un aspecto prominente de la geografía de Seattle, la bahía ha sido frecuentemente referenciada en los medios. The Real World: Seattle, la temporada 1998 de la serie de televisión reality MTV, se filmó en el muelle 70 de la bahía. Las ficticias torres de bahía Elliott, hogar de Frasier Crane en la serie de televisión Frasier, llevan el nombre de la bahía. En la 3.ª temporada del drama criminal The Killing, en Seattle, el sospechoso Ray Seward está encarcelado en la penitenciaría ficticia de la bahía Elliott. Se utiliza un mapa simplificado de la bahía Elliott como icono de «Mapas» en el sistema operativo de teléfonos inteligentes Windows Phone 7 de Microsoft. Microsoft tiene su sede en el Área metropolitana de Seattle.

## Ecología
La bahía Elliott ha sido un foco de preocupación ambiental. El desarrollo urbano e industrial a lo largo de sus costas, y en las orillas del río Duwamish que conduce a él, ha causado preocupación por los niveles de contaminantes que ingresan al agua. En la costa sur hay dos sitios de limpieza de Superfund: Harbour Island y la antigua ubicación de Lockheed West Seattle. Varios otros sitios han sido designados para la limpieza, incluido el sitio Pacific Sound Resources, y otros a lo largo del Duwamish más bajo.
La costa del centro ofrece un hábitat pobre para el salmón juvenil que migra desde el río Duwamish, debido a la oscuridad debajo de los muelles y la falta de alimentos a lo largo del malecón vertical de Alaska Way. El proyecto de reconstrucción del malecón tiene como objetivo mejorar el hábitat mediante la instalación de estructuras submarinas para crear aguas poco profundas donde el salmón pueda encontrar comida y bloques de vidrio en la acera (en voladizo sobre la bahía) para que la luz del sol pueda iluminar las aguas poco profundas incluso en los muelles.